# Кравансер
Кравансер (фр. Cravencères) насеље је и општина у јужној Француској у региону Миди Пирене, у департману Жерс која припада префектури Кондом.
По подацима из 2011. године у општини је живело 103 становника, а густина насељености је износила 11,33 становника/km². Општина се простире на површини од 9,09 km². Налази се на средњој надморској висини од 125 метара (максималној 180 m, а минималној 97 m).

## Демографија
| 1962. | 1968. | 1975. | 1982. | 1990. | 1999. | 2011. |
| ----- | ----- | ----- | ----- | ----- | ----- | ----- |
| 138   | 154   | 151   | 124   | 112   | 118   | 103   |

График промене броја становника у току последњих година